# Antoine Redier

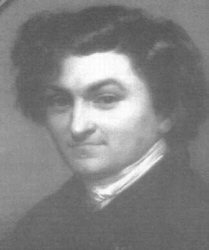
Antoine Redier (1817–1892)

Joseph-Antoine-Jean Redier (* 25. Dezember 1817 in Perpignan; † 30. Dezember 1892 in Paris) war ein französischer Uhrmacher und Erfinder.

## Leben
In Paris besuchte Redier die Uhrmacherschule und erfand schon dort einen Kompass mit einer speziellen äquidistanten Kreisteilung (1835).
1847 erfolgte die Erfindung des Weckers und der Pendulen, sog. „huitaines“, die eine regelrechte Revolution in der Uhrmacherei erzeugten.
Er wurde im Jahre 1863 zum Ritter und im Jahre 1878 zum Offizier der Ehrenlegion ernannt.
Antoine Redier war zweimal verheiratet. Er hinterließ eine Frau und 14 Kinder.

## Erfindungen und Arbeiten
- 1847: Erfindung des Weckers
- 1875: barometrische Pendel-Kompensation
- 1875: Barometermembran mit interner Feder
- 1876: monumentales Barometer
- 1876: Registrier-Barometer
- 1876: Registrier-Thermometer
- 1876: Registrier-Haarhygrometer
- 1877: Medizinisches Thermometer
- 1880: Waage-Barometer
- 1886: Anemometer mit Fernablesung